# Charlotte Jordan
Pour les articles homonymes, voir Jordan.
Charlotte Jordan Evans, née le 1er juin 1995 à Chobham, Surrey, est une actrice britannique. Elle est surtout connue pour son rôle dans Zoe et Raven et Coronation Street.

## Biographie
Jordan est né le 1er juin 1995 à Chobham, dans le Surrey. Elle a fréquenté la Oakfield School, une école privée à Pyrford (en), ainsi que la Susan Robinson School of Ballet à Byfleet.

## Filmographie

### Cinéma
- 2016 : Angel of Decay : Georgeann
- 2018 : Zoe et Raven: Les Douze Neighs de Noël (Free Rein: The Twelve Neighs of Christmas) : Gaby Grant
- 2019 : Zoe et Raven: Saint-Valentin (Free Rein: Valentine's Day) : Gaby Grant

### Télévision
- 2007 : The Bill : Jemma Jackson
- 2010 – 2011 : Summer in Transylvania (en) : 	Serena
- 2016 : Casualty : Lisa "Sambuca" Nichols
- 2018 – 2019 : Zoe et Raven (Free Rein) : Gaby Grant
- Depuis 2020 : Coronation Street : Daisy Midgeley